# Renée Asherson
Renée Asherson, geboren als Dorothy Renée Ascherson (* 19. Mai 1915 in London-Kensington, Vereinigtes Königreich; † 30. Oktober 2014 in London-Primrose Hill, Vereinigtes Königreich), war eine britische Schauspielerin bei Bühne, Film und Fernsehen. Sie war, wie es in einem Nachruf hieß, der „feinsinnige, weibliche Exponent der Klassik, sowohl der alten wie auch der modernen.“

## Leben und Wirken
Die Tochter eines deutschstämmigen Briten wuchs in Großbritannien, der Schweiz und Frankreich auf, ehe sie im heimatlichen London eine künstlerische Ausbildung an der Webber Douglas Academy of Dramatic Art erhielt. Ihren Einstand am Theater gab Renée Asherson am 17. Oktober 1935 als Statistin in einer Inszenierung von William Shakespeares Romeo und Julia mit John Gielgud. Anschließend ging sie für anderthalb Jahre (1937/38) an das Birminghamer Repertoiretheater, gab 1939 ihren Einstand vor der Kamera in einer Fernsehproduktion und erlangte ihren Durchbruch als Theaterkünstlerin mit ihrer Verpflichtung an Londons berühmtes Old Vic Theatre, wo sie im Mai 1940 mit der Iris in Shakespeares Sturm debütierte. Weitere Theaterrollen am Old Vic spielte sie mit der Kate Hardcastle in She Stoops to Conquer, der Maria in Twelfth Night, der Nerissa in Der Kaufmann von Venedig und der Blanche in The Life and Death of King John. Zwischendurch trat Renée Asherson mit letztgenannter Rolle im Juli 1941 auch am New Theatre (heutiges Noël Coward Theatre) auf. Hier sah man sie 1942 in weiteren Shakespeare-Rollen aber auch am Liverpool Playhouse und dem Westminster Theatre. 1943 trat die schmale, feingliedrige Künstlerin als Henriette Duquesnoy in dem Stück The Mask of Virtue am Mercury Theatre auf und reüssierte als Rose in Lottie Dundass am ebenfalls Londoner Vaudeville Theatre.
Das „Old Vic“ brachte Asherson mit den herausragendsten Bühnenkünstlern Englands zusammen, neben Gielgud auch Ralph Richardson und Laurence Olivier. Letztgenannter holte sie 1943 für die zentrale weibliche Hauptrolle der Prinzessin und späteren Königin Katharina in seiner Shakespeare-Verfilmung Heinrich V. vor die Kamera. Trotz früher Filmerfolge blieb Renée Asherson stets primär eine Künstlerin, die sich in erster Linie der Bühnenkunst verschrieb. Am New Theatre wirkte sie erneut in der Spielzeit 1947/48 und verkörperte dort u. a. die Bianca in Shakespeares Der Widerspenstigen Zähmung, die Königin in Richard II und die Maria Antonowna in Nikolai Gogols Der Revisor.
Zwischendurch war die Londonerin mit dem kleinen Part der Iras in Caesar und Cleopatra 1945 zum großen Ausstattungskino zurückgekehrt. Im selben Jahr sah man Renée Asherson in Walter Greenwoods Stück The Cure for Love am Westminster Theatre. An ihrer Seite spielte Robert Donat, der in seinen letzten fünf Lebensjahren (1953 bis 1958) ihr Ehemann werden sollte. Vier Jahre darauf (1949) sah man Asherson auch in der Kinofassung von The Cure for Love. Am Aldwych Theatre verkörperte Renée Asherson 1947 die Beatrice in Shakespeares Viel Lärm um nichts, und weitere zwei Jahre später war sie die Stella Kowalski in der ersten Londoner Aufführung von Tennessee Williams’ Endstation Sehnsucht. Laurence Olivier wurde hier erneut ihr Regisseur, und seine Gattin Vivien Leigh übernahm die weibliche Hauptrolle der Blanche Dubois. Spätere Bühnenverpflichtungen brachten Renée Asherson 1956 ans Apollo Theatre und das Criterion Theatre, 1962 ans St Martin’s Theatre, im Jahr darauf an das Savoy Theatre und schließlich von 1973 bis 1976 an das Theatre Royal im nordenglischen York.
Zwischen ihren umfangreichen Bühnenverpflichtungen war Asherson zunächst auch immer mal wieder zum Kino zurückgekehrt und präsentierte dort beispielsweise bei Kriegsende 1945 eine ansprechende Leistung als distanziert-steife WRAF-Rekrutin Iris Winterton in dem Weltkriegsdrama The Way to the Stars. Nach 1954 sah man die Künstlerin nur noch sporadisch im Kinofilm, und ihre Leinwandkarriere befand sich im steilen Sinkflug: Zu durchgeistigt und spröde und aus der Zeit gefallen wirkten für das moderne Nachkriegsengland ihre distinguierten Interpretationen britischer Stiff-Upper-Lip-Damen der Oberklasse. Stattdessen trat Asherson häufig in Fernsehproduktionen auf, darunter auch mehrfach Serien. Hier erhielt sie bereits 1952 einen ihrer aristokratisch wirkenden Erscheinung entsprechenden Part: den der Königin Viktoria in Happy and Glorious. Ihre späteren Serienauftritte besaßen in der Regel eher Gastspielcharakter. Zur Jahrtausendwende beendete die 85-jährige Schauspielerin ihre Leinwandaktivitäten mit der kleinen Rolle eines Mediums in einer Spielfilmproduktion mit Nicole Kidman, der Gothic-Schauergeschichte The Others.

## Filmografie
- 1939: Smiling at Grief (früher Fernsehfilm)
- 1944: The Way Ahead
- 1944: Heinrich V. (Henry V)
- 1945: The Way to the Stars
- 1945: Caesar und Cleopatra (Caesar and Cleopatra)
- 1948: Wettfahrt mit dem Tode (Once a Jolly Swagman)
- 1948: Experten aus dem Hinterzimmer (The Small Back Room)
- 1949: The Cure for Love
- 1950: Unterwelt (Pool of London)
- 1951: Der wunderbare Flimmerkasten (The Magic Box)
- 1952: Happy and Glorious (TV-Serie)
- 1953: Malta Story
- 1954: Tödliche Geschäfte (Time Is My Enemy)
- 1960: At Home
- 1961: Der Tag, an dem die Erde Feuer fing (The Day the Earth Caught Fire)
- 1961: Die Verfolger (The Pursuers; Fernsehserie, 1 Folge)
- 1965: Rasputin – der wahnsinnige Mönch (Rasputin, the Mad Monk)
- 1969: The Smashing Bird I Used to Know
- 1972: Theater des Grauens (Theatre of Blood)
- 1974: Miss Nightingale
- 1976: Clayhanger (TV-Serie)
- 1978: Armchair Thriller (TV-Serie)
- 1981: Tenko (TV-Serie)
- 1984: Edwin
- 1985: Romance on the Orient Express
- 1989: Norbert Smith, a Life
- 1990: Life After Life
- 1993: Ein Käfig voller Pfauen (Harnessing Peacocks)
- 1997: Inspector Barnaby (Midsomer Murders, Folge: Tod in Badger’s Drift)
- 1998: Grey Owl und der Schatz der Biber (Grey Owl)
- 2000: The Others